# 仙台市交通局白沢出張所
仙台市交通局白沢出張所（せんだいしこうつうきょく しらさわしゅっちょうじょ）は、宮城県仙台市青葉区上愛子字下十三枚田にある仙台市交通局自動車部（仙台市営バス）の出張所。川内営業所管理。

## 概要
構内は庁舎と整備工場、給油施設、洗浄施設、車庫、バス停留所（後述）を設置する。営業所イラストマークはにわとり。
1943年（昭和18年）に仙台市に買収された定義乗合自動車（白沢駅前 - 定義如来）は、開業から陸前白沢駅前に車庫を設置していた。市営バスに買収後も使用されてきたが、所有台数の増加により広い車庫用地が求められたこと、また陸前白沢駅前の車庫用地が借用地だったために、それを返還する必要から、新たに愛子寄りの国道48号沿いに設置された。
青葉区宮城総合支所（旧宮城町）地域のほとんどと、太白区秋保町を事業範囲としている。出入庫系統は少なく、仙台駅と白沢車庫を結ぶ系統が毎時２本程度運行されている。作並線や定義線など観光路線を担当する反面、八ツ森線、秋保・二口線は市営バスでも有数の過疎路線である（八ツ森線は2021年に廃止）。市営バス事業効率化の一環として、民間委託が開始されたが、その第1号として、2006年（平成18年）4月1日よりジェイアールバス東北（JRバス東北）に車両運転業務を5年契約で委託することになった。配置車両は原則として三菱。

## 沿革
- 1966年（昭和41年）3月 - 白沢車庫を移転・改組、白沢出張所開設。
- 2000年（平成12年）3月 - 当出張所で初めてワンステップバスを新造配置。
- 2006年（平成18年）4月1日 - 白沢出張所の車両運転業務をJRバス東北に委託開始。定義線が川内営業所より全面移管。西花苑線が川内営業所から一時撤退。
- 2007年（平成19年）
  - 3月 - 当出張所で初めてノンステップバスを配置（実沢営業所から転属）。
  - 4月1日 - 西花苑線の担当が復活。
- 2010年（平成22年）3月 - 当出張所で初めてノンステップバスを新造配置（民間事業者への受託事業所では初の新車導入）。
- 2011年（平成23年）
  - 4月1日 - JRバス東北への委託が契約延長。
  - 6月1日 - 芋沢、大沢線が川内営業所より全面移管。
- 2015年（平成27年）12月6日 - 交通公園線が担当から撤退。
- 2017年（平成29年）4月1日 - 交通公園線が担当復活。
- 2021年（令和3年）4月1日 - 八ツ森線廃止[1]。

## 所管路線

### 作並線
- 840/S840系統

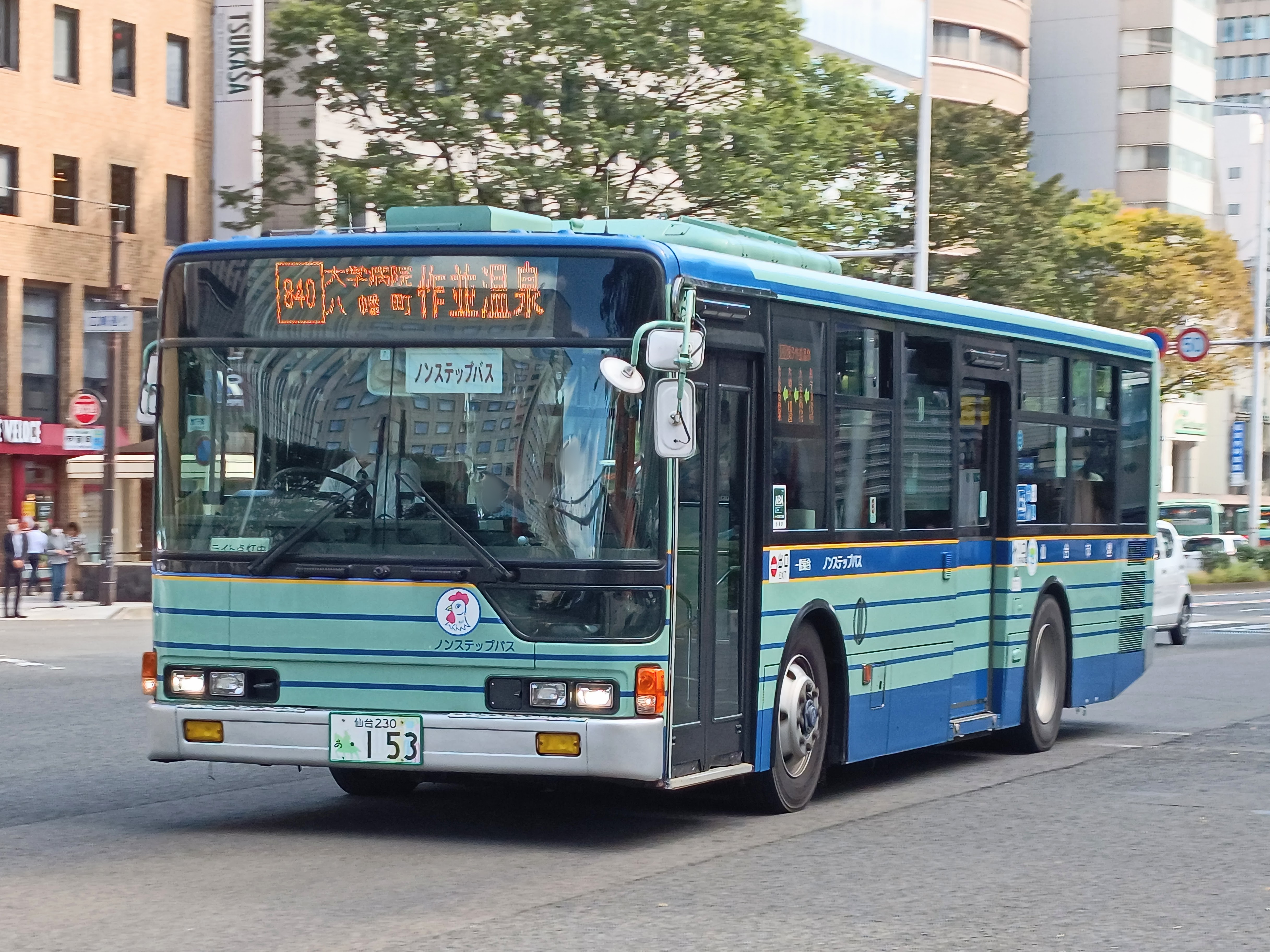
840系統・作並温泉元湯行（2022年10月20日）

  - 仙台駅前 - 電力ビル前 - 県庁市役所前 - 東北大学病院前 - 大崎八幡宮前 - 八幡六丁目 - 折立 - 落合駅前 - 愛子駅前 - （仙台駅前行のみ愛子駅） - 仙台高専広瀬キャンパス入口 - 遠野原 - 市営バス白沢車庫前 - 熊ケ根駅前 - 熊ケ根関 - 作並川崎 - ニッカ橋 - 作並駅前 - 作並新坂 - 作並温泉元湯
    - かつては急行便として運行していた。
    - 白沢車庫前 → 作並温泉元湯間の区間運行は下りのみで、840系統として運行される。
    - 2020年4月1日より作並温泉元湯 - 作並深沢山間廃止
    - 2024年4月1日のダイヤ改正で仙台駅前行きの全便愛子駅経由。
- X840/S840系統（川内営業所と共管）
  - 仙台駅前 - 電力ビル前 - 県庁市役所前 - 東北大学病院前 - 大崎八幡宮前 - 八幡六丁目 - 折立 - 落合駅前 - 愛子駅前 - （仙台駅前行のみ愛子駅） - 市営バス白沢車庫前
    - 2024年4月1日のダイヤ改正で仙台駅前行きの全便愛子駅経由。
- 843系統
  - 仙台駅前 → 電力ビル前 → 県庁市役所前 → 東北大学病院前 → 大崎八幡宮前 → 八幡六丁目 → 折立 → 落合駅前 → 愛子駅前 → 市営バス白沢車庫前 → 白沢駅前 → 熊ケ根駅前 → 熊ケ根関
- 80系統
  - 愛子駅 - 仙台高専広瀬キャンパス入口 - 市営バス白沢車庫前
    - 平日のみ

### 定義線

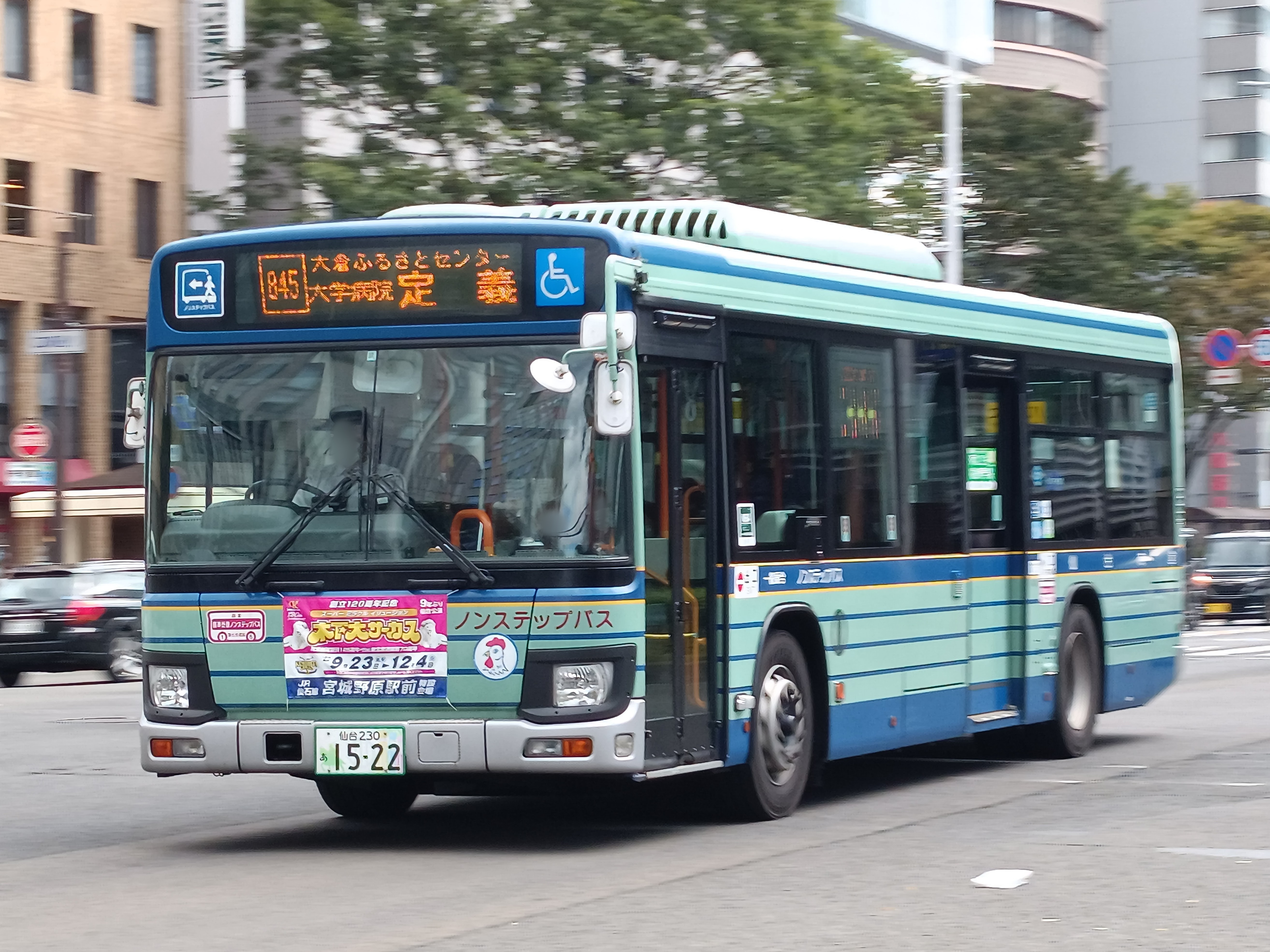
845系統・定義行（2022年10月18日）

※熊ケ根橋 - 定義間がフリー乗降扱いとなる。
- 845/S845系統（湖畔公園前・大倉ふるさとセンター前経由、白沢車庫着便あり）
  - 仙台駅前 - 電力ビル前 - 県庁市役所前 - 東北大学病院前 - 大崎八幡宮前 - 八幡六丁目 - 折立 - 落合駅前 - 愛子駅前 - （仙台駅前行のみ愛子駅） - 市営バス白沢車庫前 - 熊ケ根 - 大倉ダム - 湖畔公園前 - 大倉ふるさとセンター前 - 定義
  - 平日のみ、845系統として大倉ふるさとセンター前・湖畔公園前経由で白沢車庫前行きが運行されている。
- 844/S844系統（湖畔公園前・宇治沢経由、白沢車庫発着便あり）
  - 仙台駅前 - 電力ビル前 - 県庁市役所前 - 東北大学病院前 - 大崎八幡宮前 - 八幡六丁目 - 折立 - 落合駅前 - 愛子駅前 - （仙台駅前行のみ愛子駅） - 市営バス白沢車庫前 - 熊ケ根 - 大倉ダム - 湖畔公園前 - 宇治沢 - 定義
  - 平日の定義発の始発便のみ、844系統、宇治沢経由白沢車庫前行きとして運行される。
- 846系統（大倉ダム西サイド・大倉ふるさとセンター前経由。土曜・休日ダイヤ、下りのみ運行。白沢車庫発便あり）
  - 仙台駅前 → 電力ビル前 → 県庁市役所前 → 東北大学病院前 → 大崎八幡宮前 → 八幡六丁目 → 折立 → 落合駅前 → 愛子駅前 → 市営バス白沢車庫前 → 熊ケ根 → 大倉ダム → 大倉ふるさとセンター前 → 定義
- 2024年4月1日のダイヤ改正で仙台駅前行きの全便愛子駅経由。
- 2025年4月1日のダイヤ改正で、土曜・休日は下りが全便846系統、上りが全便S844系統として運行されるようになる。

### 芋沢線
- 850/S850系統（陸前落合駅発便あり）

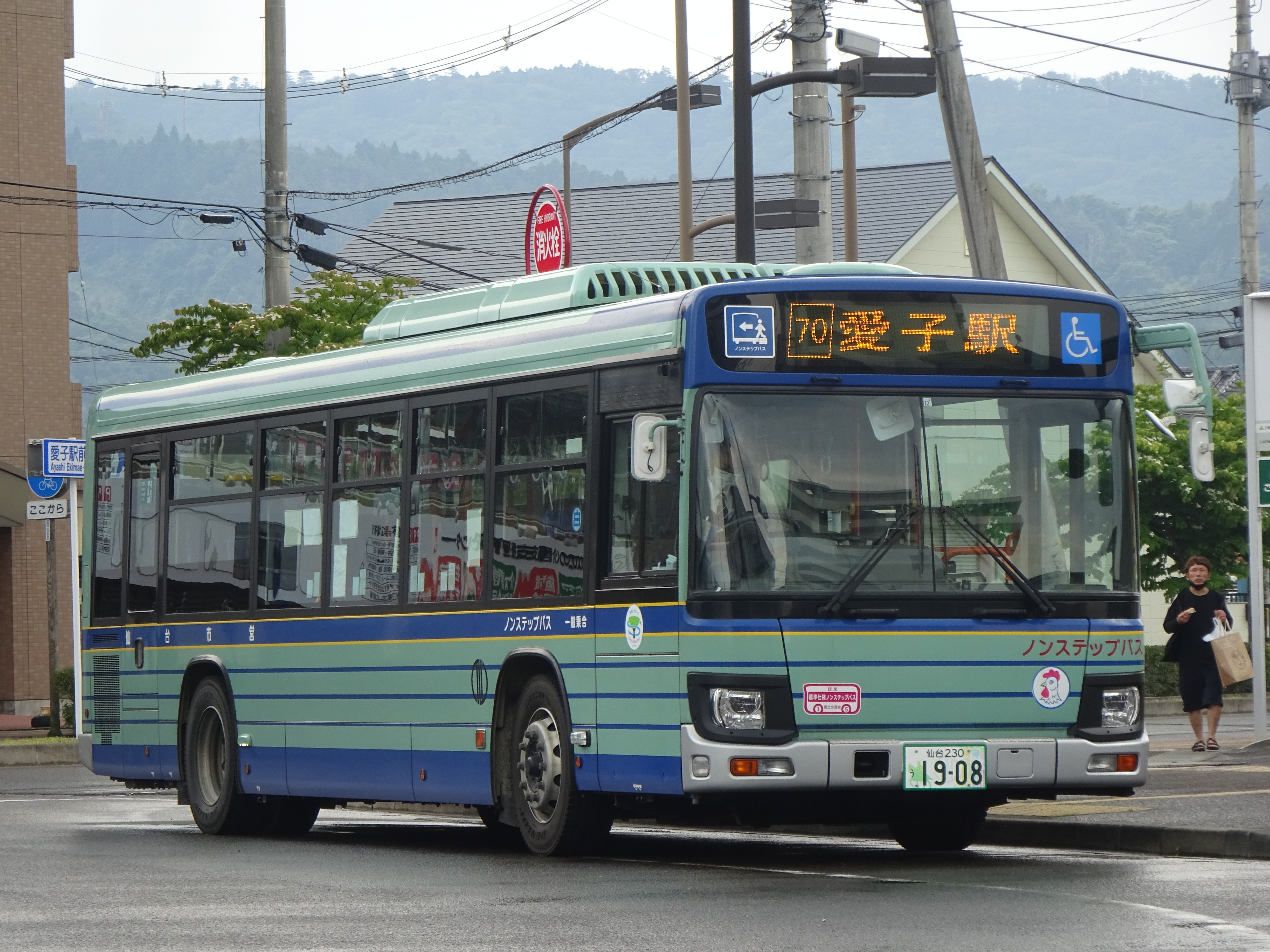
70系統・愛子駅行（2022年6月26日）

  - 仙台駅前 - 電力ビル前 - 県庁市役所前 - 東北大学病院前 - 大崎八幡宮前 - 八幡六丁目 - 折立 - （大國神社行のみ陸前落合駅） - 落合駅入口 - 大竹 - 芋沢綱木 - 長泉寺前 - 下辺田 - 芋沢明神 - 芋沢平 - 大沢市民センター前 - みやぎ台三丁目 - 白坂 - 大國神社前

- 851/S851系統
  - 仙台駅前 - 電力ビル前 - 県庁市役所前 - 東北大学病院前 - 大崎八幡宮前 - 八幡六丁目 - 折立 - （白坂行のみ陸前落合駅） - 落合駅入口 - 大竹 - 下辺田 - 大沢市民センター前 - みやぎ台三丁目 - 白坂
    - 2024年4月1日に大國神社から白坂に短縮の上で851/S851系統となる。
- 70系統
  - 愛子駅 - 陸前落合駅 - 大竹 - 高野原三丁目 - 赤坂一丁目 - 赤坂三丁目 - 川前小学校前 - 大沢中学校前 - 大沢市民センター前 - みやぎ台三丁目 - 白坂 - 大國神社前
- 71系統
  - 愛子駅 - 陸前落合駅 - 大竹 - 高野原三丁目 - 赤坂一丁目 - 赤坂三丁目 - 川前小学校前 - 大沢中学校前 - 大沢市民センター前 - みやぎ台三丁目 - 白坂
    - 2024年4月1日に大國神社から白坂に短縮の上で71系統となる。
- 73系統
  - 陸前落合駅 - 大竹 - 高野原三丁目 - 赤坂一丁目 - 赤坂三丁目
- 75系統
  - 愛子駅 → 開成橋 → 赤坂 → 川前小学校前 → 大沢中学校前 → 大沢市民センター前 → みやぎ台三丁目 → 白坂 → 大國神社前
- 76系統
  - 白坂 → みやぎ台三丁目 → 大沢市民センター前 → 大沢中学校前 → 川前小学校前 → 赤坂 → 開成橋 → 愛子駅
    - 2024年4月1日に始発が大國神社から白坂に短縮の上に76系統となる。

### 大沢線

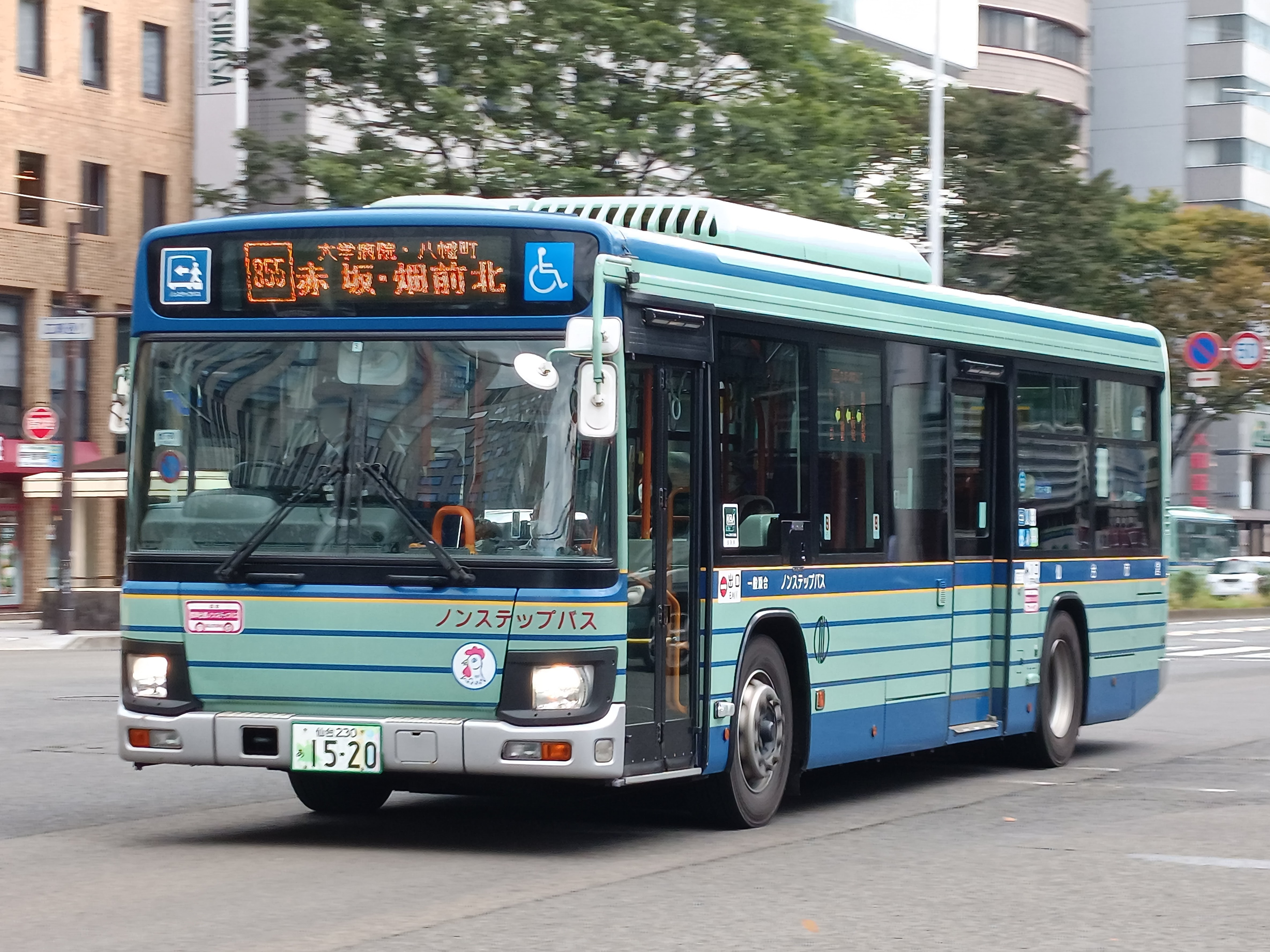
855系統・畑前北行（2022年10月18日）

※青野木下 - 畑前北間がフリー乗降扱いとなる。
- 855/S855系統（陸前落合駅発便あり）
  - 仙台駅前 - 電力ビル前 - 県庁市役所前 - 東北大学病院前 - 大崎八幡宮前 - 八幡六丁目 - 折立 -（畑前北行のみ陸前落合駅） -  落合駅入口 - 大竹原 - 赤坂 - 川前小学校前 - 赤坂一丁目 - 赤坂三丁目 - 青野木 - 畑前北
- 856/S856系統（赤坂三丁目止まり）
  - 仙台駅前 - 電力ビル前 - 県庁市役所前 - 東北大学病院前 - 大崎八幡宮前 - 八幡六丁目 - 折立 -（赤坂三丁目行のみ陸前落合駅） - 落合駅入口 - 大竹原 - 赤坂 -   川前小学校前 - 赤坂一丁目 - 赤坂三丁目
- 77系統
  - 愛子駅 - 開成橋 - 赤坂 - 川前小学校前 - 赤坂一丁目 - 赤坂三丁目 - 青野木 - 畑前北

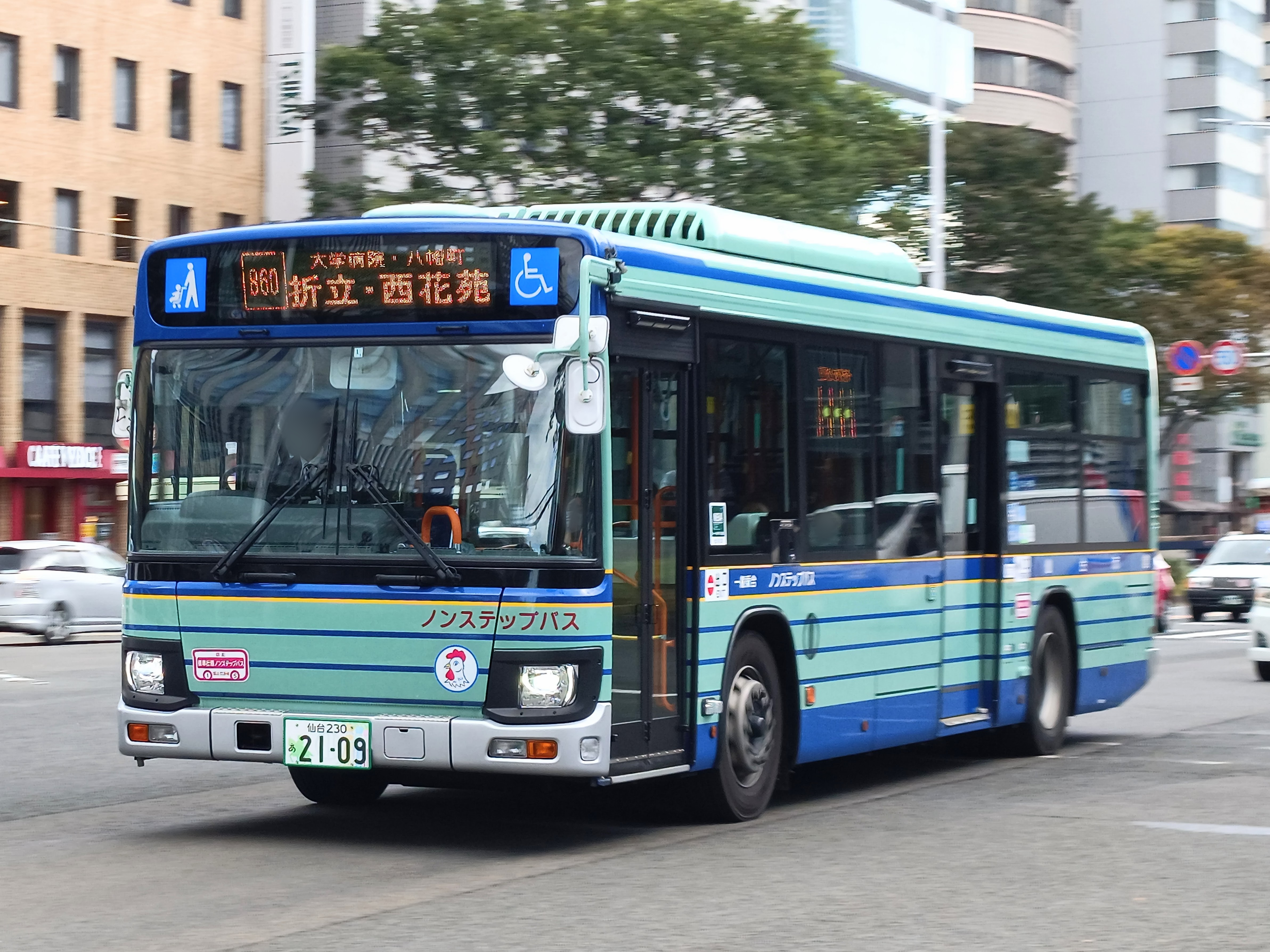
860系統・西花苑二丁目行（2022年10月18日）

### 折立・茂庭台線
全系統川内営業所と共管。
- 760/S760系統
  - 仙台駅前 - 広瀬通駅 - 広瀬通一番町 - （西道路） - 西花苑スポーツ公園前 - 折立小学校前 - 広瀬病院前 - 茂庭台一丁目（→ 茂庭台一丁目南）
  - 仙台駅前を8:30までに発射する760系統は、下り便ではあるが、茂庭台一丁目止まり。
- 761/S761系統
  - 仙台駅前 - 広瀬通駅 - 広瀬通一番町 - （西道路） - 折立小学校前 - 西花苑スポーツ公園前 - 西花苑二丁目
- 765/S765系統
  - 仙台駅前 - 広瀬通駅 - 広瀬通一番町 - （西道路） - 広瀬病院前 - 茂庭台一丁目 → 茂庭台一丁目南
- 766/S766系統
  - 仙台駅前 - 広瀬通駅 - 広瀬通一番町 - （西道路） - 広瀬病院前 - 茂庭台一丁目 - 生出市民センター前
    - 2020年4月1日より終発着が生出市民センター前に変更。下りは茂庭本郷→生出市民センター前、上りは生出市民センター前→茂庭→生出橋→生出郵便局前→茂庭本郷に変更。
- 770系統
  - 仙台駅前 → 広瀬通駅 → 広瀬通一番町 → （西道路） → 西花苑スポーツ公園前 → 折立小学校前 → 折立 → 栗生 → 諏訪神社前 → 錦ケ丘一丁目 → 錦ケ丘八丁目
  - 平日のみ運行。
  - 2020年4月1日より錦ケ丘行が西花苑スポーツ公園前・折立小学校前経由に変更
  - 2024年4月1日よりS770系統（仙台駅前行き）が廃止
- 860/S860系統
  - 仙台駅前 - 電力ビル前 - 県庁市役所前 - 東北大学病院前 - 大崎八幡宮前 - 八幡六丁目 - 折立 - 折立小学校前 - 西花苑スポーツ公園前 - 西花苑二丁目
- 861/S861系統 
  - 仙台駅前 - 電力ビル前 - 県庁市役所前 - 東北大学病院前 - 大崎八幡宮前 - 八幡六丁目 - 葛岡駅前（お盆・お彼岸期間は経由せず） - 折立 - 折立小学校前 - 西花苑スポーツ公園前 - 西花苑二丁目
- 866/S866系統
  - 仙台駅前 - 県庁市役所前 - 東北大学病院前 - 大崎八幡宮前 - 八幡六丁目 - 折立 - 広瀬病院前 - 茂庭台一丁目 - 生出市民センター前
    - 2017年4月1日より、760/765系統の茂庭台方向のみ、終点を茂庭台一丁目南に延伸（S760/S765系統は、従来通り茂庭台一丁目を始発地とする）[2]。　
    - 2020年4月1日より終発着が生出市民センター前に変更。下りは茂庭本郷→生出市民センター前、上りは生出市民センター前→茂庭→生出橋→生出郵便局前→茂庭本郷に変更。

### 秋保・二口線
※並木 - 二口間がフリー乗降扱いとなる。
- 83系統

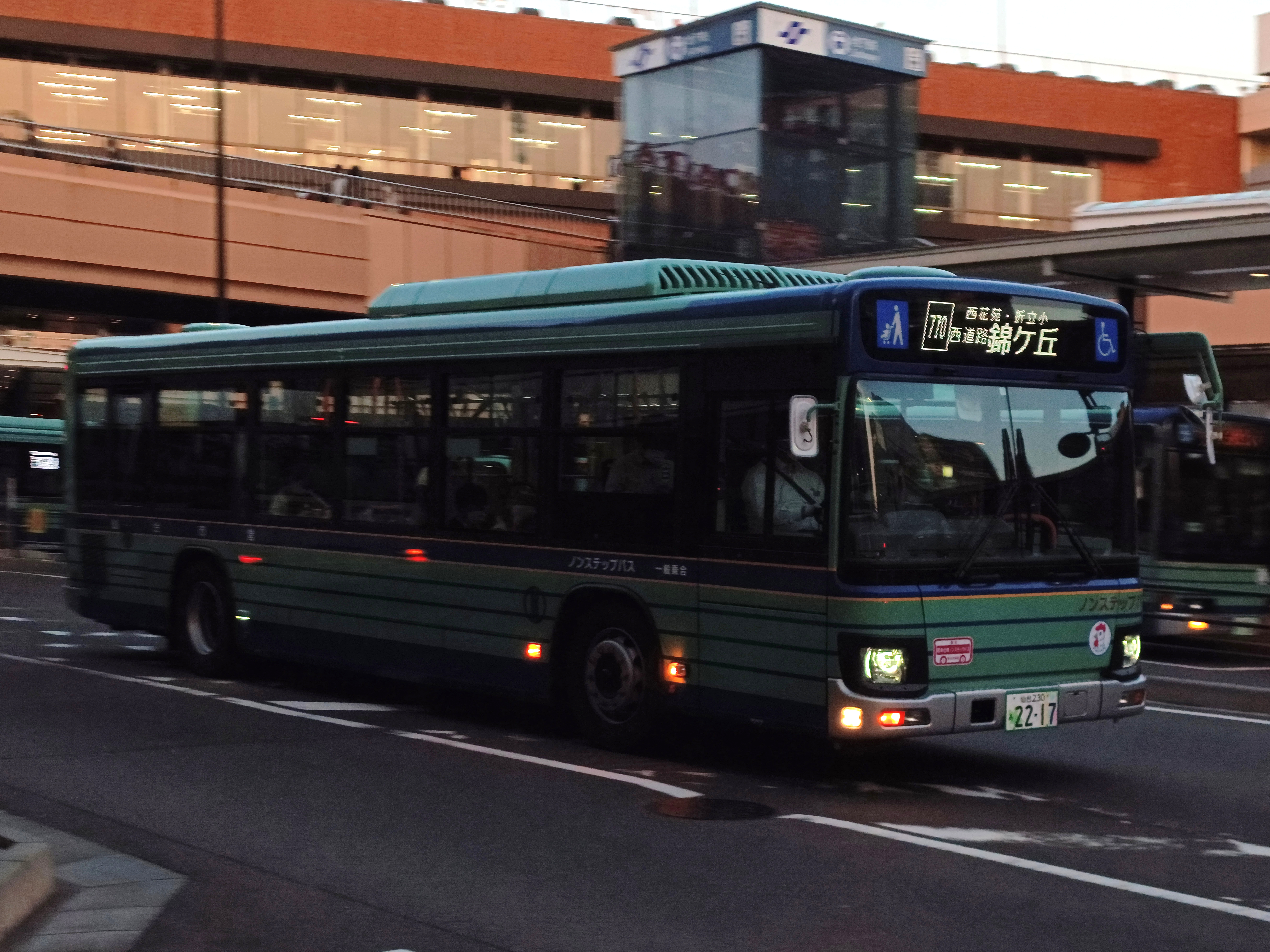
770系統・錦ケ丘八丁目行（2023年5月9日）

  - 愛子駅 - 錦ケ丘一丁目 - 秋保・里センター - 湯向 - 境野 - 秋保中学校前 - 上ノ原
- 84系統
  - （愛子駅 →）市営バス白沢車庫前 → 折葉 → 秋保中学校前 → 境野 → 秋保中学校前 → 上ノ原
  - 2016年4月1日より、平日の朝1本が愛子駅始発となる。
  - 上ノ原行きのみ。上ノ原に停まる白沢車庫前行きは全て野尻町北発の86系統である。
  - 境野で折り返し
- 85系統
  - 愛子駅 - 錦ケ丘一丁目 - 秋保・里センター - 湯向 - 境野 - 秋保中学校前 - 上ノ原 - 秋保大滝 - 野尻町北
- 86系統
  - 市営バス白沢車庫前 - 折葉 - 秋保中学校前 - 境野 - 秋保中学校前 - 上ノ原 - 秋保大滝 - 野尻町北
  - 境野で折り返し
- 87系統
  - 愛子駅 - 錦ケ丘一丁目 - 秋保・里センター - 湯向 - 境野 - 秋保中学校前 - 上ノ原 - 秋保大滝 - 野尻町北 - 昼野 - 二口
  - 2020年4月1日より土日祝日のみ運行。12月1日～3月31日までは85系統野尻町北行き止まりとなる。
  - 2002年10月7日のダイヤ改正までは仙台駅からの乗り入れ路線。

### 交通公園線

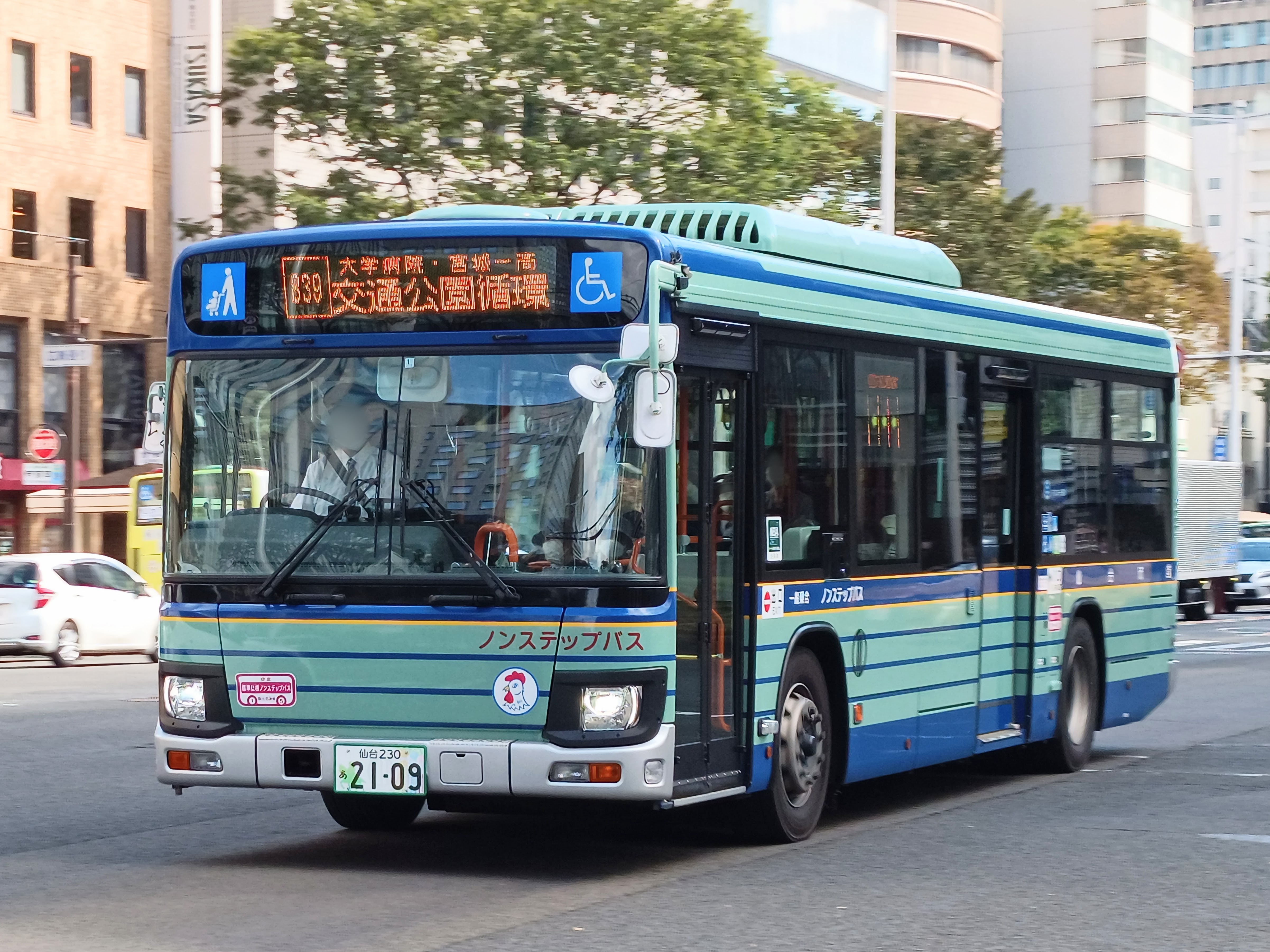
839系統・交通公園循環（2022年10月20日）

- 739 - 839系統（交通公園循環。広瀬通先回り739 - S839系統、大学病院前先回り839 - S739系統、川内営業所主管、長町営業所も担当。）
  - 仙台駅前 - 電力ビル前 - 県庁市役所前 - 東北大学病院前 - 尚絅学院中学高校前 - 宮城一高前（S739系統：角五郎一丁目） - 八幡三丁目（S739系統：ドミニコ学院前）- 交通公園・三居沢水力発電所前 - 川内駅 -  二高・宮城県美術館前 - 広瀬通一番町 - 広瀬通駅 - 仙台駅前

## 廃止路線

### 作並線
- 848系統
  - 市営バス白沢車庫前 - 広瀬小学校前 - 宮城広瀬高校・こども病院前
  - 愛子小学校の開校に伴い、2009年4月1日に廃止
- s841系統
  - 作並温泉元湯 - 作並駅前 - ニッカ橋 - 熊ヶ根関 - 熊ヶ根駅前 - 市営バス白沢車庫前 - 愛子駅 - 落合駅前 - 折立 - 八幡六丁目 - 大崎八幡宮前 - 東北大学病院前 - 県庁市役所前 - 電力ビル前 - 仙台駅前
  - 令和5年のダイヤ改正で新設されたばかりの系統だが翌年のダイヤ改正で840系統などが愛子駅ロータリーを経由するようになり廃止された。実に一年だけしか無かった系統になる。

### 八ツ森線

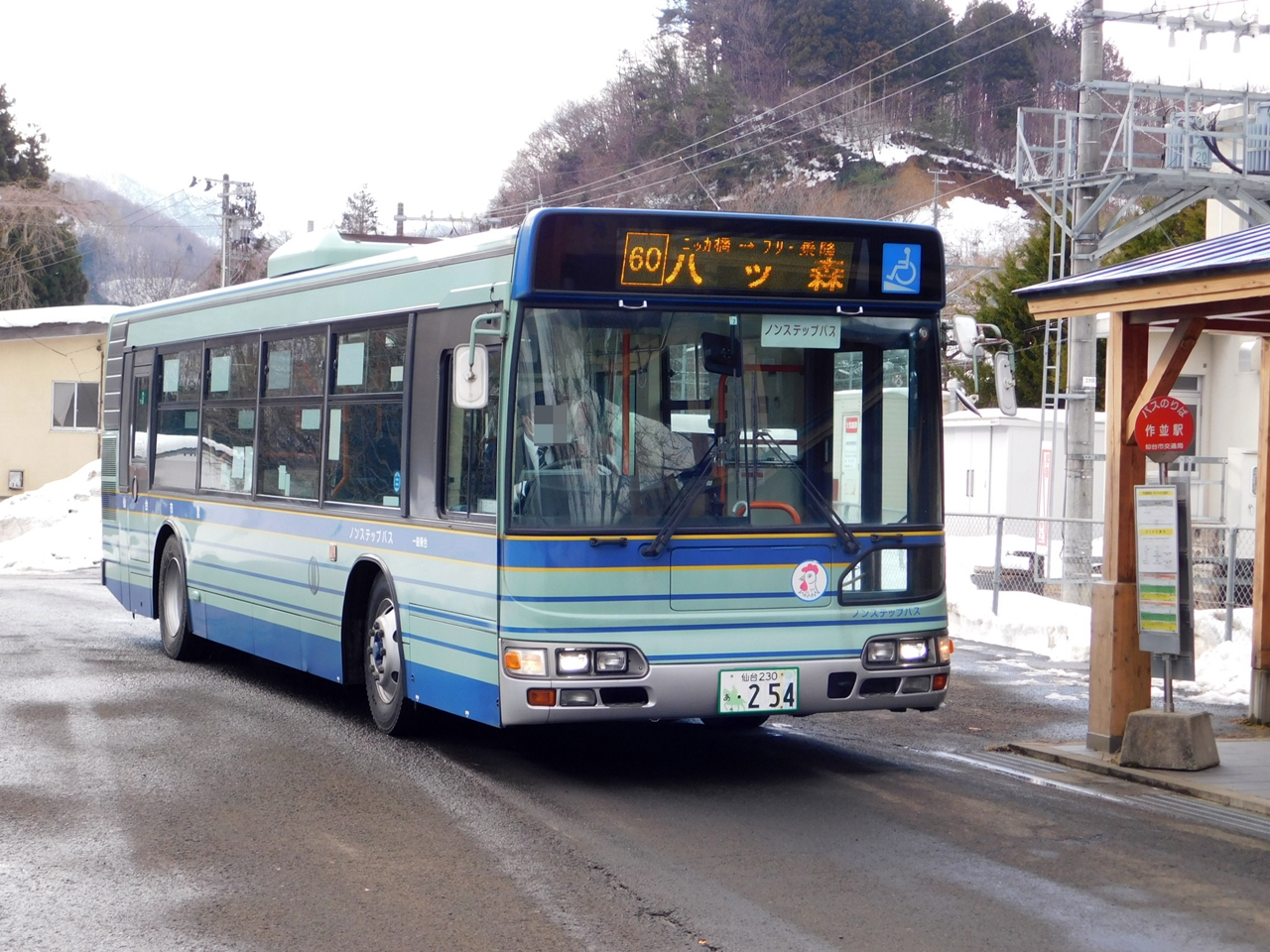
作並駅バス停で発車を待つ八ツ森線

2019年度の営業係数は仙台市営バスの全路線で最悪の1497であった。2021年4月のダイヤ改正で廃止。
代替として新川地区地域交通運営検討会が仙台市都市整備局支援の元、八ツ森号というオンデマンド交通を運行している。
※ニッカ橋 - 八ツ森間がフリー乗降扱いであった。
- 60系統
  - 作並駅 - 作並駅前 - ニッカ橋 - 新川分校入口 - 八ツ森
- 63系統
  - 市営バス白沢車庫前 - 熊ケ根駅前 - 熊ヶ根関 - ニッカ橋 - 新川分校入口 - 八ツ森 - 新川分校入口 - ニッカ橋 - 作並駅前 - 作並駅 - 作並駅前 - ニッカ橋 - 熊ヶ根関 - 熊ケ根駅前 - 市営バス白沢車庫前
- 65系統
  - 市営バス白沢車庫前 - 熊ケ根駅前 - 熊ヶ根関 - ニッカ橋 - 新川分校入口 - 八ツ森

## 市営バス白沢車庫前バス停
市営バス白沢車庫前バス停は仙台市営バスの停留所である。バス停は白沢出張所構内にある。
白沢車庫で運転手が交代する行路がある（仙台 - 作並温泉、仙台 - 定義）。またかつては白沢車庫より八ツ森、二口温泉、定義方面は道路が狭いために補助員が乗務していたが、現在は補助員の乗務は行っていない。